# فرودگاه نورساپ
 فرودگاه نورساپ (به انگلیسی: Norsup Airport) یک فرودگاه همگانی با کد یاتا NUS است . این فرودگاه در کشور وانواتو قرار دارد و در ارتفاع ۷ متری از سطح دریا واقع شده است.

## شرکت‌های هواپیمایی و مقصدهای پروازی
| شرکت‌های هواپیمایی | مقصدهای پروازی    |
| ----------------- | ----------------- |
| ایر وانواتو       | Longana، سانتوپکا |